# اگساراوالی
اگساراوالی (به انگلیسی: Agasaravalli) یک روستا در هند است که در کارناتاکا واقع شده‌است.